# Networking
Networking je označení pro vytváření vztahů mezi lidmi, vzájemnou výměnu informací a udržování osobních kontaktů, vedoucí k vytvoření sítě konexí. Podle Anne Boeové je networking procesem vytváření a spřádání osobních a profesních kontaktů s lidmi s cílem získat 1) osobní doporučení, 2) rady, 3) informace, 4) podporu a 5) energii. Dle Michelle Tullierové se jedná o proces kultivace a udržování vztahů, v nichž vzájemná výměna informací, rad a podpory usnadňuje růst, úspěch a štěstí všech zúčastněných, není to však obtěžování, dotírání ani využívání lidí. Cílem networkingu může být také podpora kariérního růstu, zlepšení uplatnění ve společnosti nebo zefektivnění podnikání. Networking bývá využíván při budování firem i obchodních strategií. České synonymum pro pojem networking je síťování. Networking souvisí s managementem a marketingem a vychází z teorie i praxe sociologie a ekonomie. Týká se také teambuildingu a managementu znalostí.
Networking bývá realizován v síťových strukturách, sociálních, obchodních a podnikatelských sítích, fyzicky i virtuálně. Jedinci patřící do sociální sítě mají určitou výhodu, tzv. sociální kapitál. Může jít o důležité informace, vzájemné kontakty a podporu. V obchodních a podnikatelských sítích existují vedle vztahů sociálních i vztahy komerční, např. mezi zaměstnanci, kupujícími a prodávajícími. Ti mají ze vzájemného partnerství přínosy, ale mohou z něj plynout i rizika v případě konkurenčních vztahů. Čím větší síť sociálních kontaktů člověk má, tím je větší pravděpodobnost, že mu někdo z jeho sítě pomůže, když bude hledat novou práci nebo nové klienty. Networking nutně nezahrnuje formální závazky a smlouvy. Spolupráce není závazná ani vymahatelná, mnohdy funguje na základě osobních vazeb, klade vysoké nároky na osobní kvality jedinců, jejich měkkých dovedností apod. Networking úzce souvisí s důvěrou, pokud člověk chce vstoupit do určité sociální či pracovní sítě, je potřeba, aby mu ostatní důvěřovali. Důvěra může pocházet z dřívější dobré osobní zkušenosti, ze společné pracovní zkušenosti, znalosti pracovního chování, schopností a kompetencí člověka nebo z dobré pověsti člověka a dobrých doporučení ostatních.

## Druhy networkingu
- fyzický networking – komunikace tváří v tvář např. na konferencích nebo kurzech, jedná se většinou o situace, kdy se osoba nachází ve společnosti lidí, které nezná a snaží se s nimi navázat kontakt

- virtuální networking – pomocí sociálních sítí (např. LinkedIn, Facebook, Twitter), formou osobního blogu atp.[3]

Networking může sloužit skupinám i jednotlivcům, podle toho bývá rozdělován na:

### Skupinový networking
Skupinový networking pomáhá integrovat:
- Zájmy - pomáhá vytvářet formální a neformální skupiny na základě zájmů.
- Kapacity a kompetence - podporuje teambuilding, cílený rozvoj pracovních týmů a komunikaci v týmu.
- Znalosti - podporuje management znalostí.[4]

### Networking pro potřeby jednotlivce
Networking může jedincům, např. obchodníkům a podnikatelům, pomáhat zlepšovat podnikání, zvyšovat osobní vliv a podporovat jejich kariérní růst. Pomocí něj lze lépe navazovat nové kontakty, vytvářet dobrý dojem na důležité lidi, získávat nové zákazníky či získat lepší zaměstnání.
Jedinec by měl:
- umět komunikovat s ostatními,
- sledovat své vlastní chování a vystupování a případně se poučit z vlastních chyb,
- uvědomit si, co chce ostatním sdělovat,
- mít do jisté míry i herecké schopnosti.[3]

## Networking a sociální vztahy
Networking je schopnost utvářet vztahy k lidem a mluvit s nimi. Dobré vztahy jsou základem dobrého podnikání. Lidé rádi uzavírají smlouvy a obchody s lidmi, které znají. Existují výzkumy, podle kterých je více než 60 % pracovních míst získáno na základě networkingu, tedy prostřednictvím známostí a doporučení.
Co hraje roli při networkingu a poznávání nových lidí:
- atmosféra, ve které se lidé nachází – dobrá atmosféra se dá i vytvořit pomocí několika tipů (naslouchat druhým, snažit se jim porozumět, nemluvit pouze o sobě)
- neverbální komunikace – postoj a držení těla, tón hlasu[3]
- small talk – úvodní konverzace, nevýznamný rozhovor, jehož cílem je odstranit nervozitu a bariéry mezi lidmi, většinou se jedná o témata z běžného života (co studujete, kde pracujete, aktuální společenské dění, kultura atp.)